# 莫斯拉尔格
莫斯拉尔格（法語：Mooslargue，法語發音：[moslaʁg] ⓘ）是法国上莱茵省的一个市镇，属于阿尔特基什区。

## 地理
莫斯拉尔格（47°30'35"N, 7°13'5"E）面积5.63 平方千米，位于法国大東部大區上莱茵省，该省份为法国东部内陆省份，是阿尔萨斯的一部分，今与下莱茵省组成了阿尔萨斯欧洲集体，其北临下莱茵省，西接孚日省，西南接贝尔福地区省，东侧沿莱茵河与德国相望，南与瑞士接壤。
与莫斯拉尔格接壤的市镇（或旧市镇、城区）包括：上塞普瓦、普费特鲁斯、迪林斯多夫、默尔纳克、比塞勒。
莫斯拉尔格的时区为UTC+01:00、UTC+02:00（夏令时）。

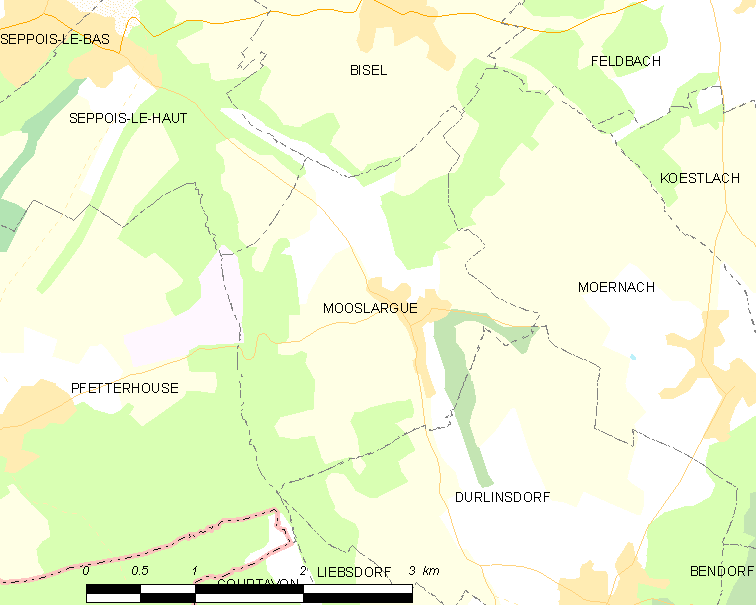
莫斯拉尔格的OSM定位图

## 行政
莫斯拉尔格的邮政编码为68580，INSEE市镇编码为68216。

## 政治
莫斯拉尔格所属的省级选区为马斯沃-尼德布吕克县。

## 人口

1962-2008年间莫斯拉尔格人口变化图示

莫斯拉尔格于2022年1月1日时的人口数量为405人。